# Franz Schubert (album)
Franz Schubert – wspólny album polskich muzyków - skrzypka Jakuba Jakowicza i pianisty Bartosza Bednarczyka z muzyką kameralną austriackiego kompozytora Franza Schuberta (Fantazja C-dur D934, Sonata a-moll D385, Rondo h-moll D895). Ukazał się 27 października 2017 pod szyldem Agencji Muzycznej Polskiego Radia S.A. (nr kat. PRCD 2148). Płyta uzyskała nominację do Fryderyka 2018 w kategorii Album Roku Muzyka Kameralna.

## Lista utworów
1. Fantasie in C Major for violin and piano D. 934 Andante molto	[03:35]
2. Fantasie in C Major for violin and piano D. 934 Allegretto [05:02]
3. Fantasie in C Major for violin and piano D. 934 Andantino [10:08]
4. Fantasie in C Major for violin and piano D. 934 Tempo I - Allegro vivace [05:44]
5. Sonata in A Minor for violin and piano D. 385 Allegro moderato	[06:49]
6. Sonata in A Minor for violin and piano D. 385 Andante	[06:56]
7. Sonata in A Minor for violin and piano D. 385 Menuetto Allegro	[02:29]
8. Sonata in A Minor for violin and piano D. 385 Allegro	[04:51]
9. Rondo in B Minor for violin and piano D. 895 Andante [02:47]
10. Rondo in B Minor for violin and piano D. 895 Allegro [10:27]